# Dyson-Sphäre

Kugelschnitt-Diagramm einer idealisierten Dyson-Sphäre im Sonnensystem mit einem nicht sinnvollen Radius von 1 AE

Eine Dyson-Sphäre [ˈdaɪ̯sn̩ ˌsfɛːrə] ist ein hypothetisches Solarkraftwerk, das einen Stern komplett umgeben und möglichst viel von dessen Energie nutzbar machen würde. Benannt ist dieses Konzept nach dem Physiker Freeman Dyson, der diese Idee erstmals veröffentlichte. Derzeit ist die Menschheit nicht in der Lage, Material und Aufwand für so ein Kraftwerk aufzubringen; möglicherweise wäre aber eine außerirdische Zivilisation dazu in der Lage.

## Hintergrund
Die Struktur einer Dyson-Sphäre wurde erstmals von dem Physiker Freeman Dyson in der Juni-Ausgabe der Zeitschrift Science im Jahr 1960 beschrieben. Dyson thematisierte in dem Artikel die Suche nach fortgeschrittenen außerirdischen Intelligenzen anhand von Infrarotquellen. Die Energie eines Zentralgestirns muss nach ihrer möglichst vollständigen Nutzung durch eine Zivilisation gemäß dem Energieerhaltungssatz auch wieder abgegeben werden. Dabei würde das Spektrum der emittierten Strahlung des Zentralgestirns zu langwelligerer Infrarotstrahlung verschoben.
Der Originalvorschlag von Dyson ging nicht weiter auf die Details der Konstruktion eines solchen Objektes ein. Er konzentrierte sich auf das fundamentale Thema, nämlich wie eine fortgeschrittene Zivilisation ihre Energiegewinnung auf das für ein Planetensystem erreichbare Maximum ausweiten könne. Eine solche Zivilisation würde als Typ II nach der Kardaschow-Skala, welche von dem Astronomen Nikolai Kardaschow entwickelt wurde, klassifiziert.
Freeman Dyson wurde nach eigener Angabe von ähnlichen Ideen in Olaf Stapledons Science-Fiction-Roman Star Maker aus dem Jahre 1937 inspiriert. Eine noch frühere mögliche Anregung sowohl für Stapledon als auch für Dyson ist die Bernal-Sphäre, die erstmals 1929 von John Desmond Bernal beschrieben wurde.
Dyson selbst bezeichnete seine Theorie im Jahr 2003 in einen Interview als „joke“ (Scherz):

“Interviewer: You've invented this concept of what's now called the Dyson sphere, which crops up in science-fiction literature sometimes.
Freeman Dyson: Yes I mean both of those items really have nothing to do with work. Those were, both of them, essentially just little jokes and it's amusing that of course you get to be famous only for the things you don't think are serious.”

„Interviewer: Sie haben dieses Konzept erfunden, das man heute Dyson-Sphäre nennt, das manchmal in der Science-Fiction-Literatur auftaucht.
Freeman Dyson: Ja, beide Dinge [Anmerkung: mit ‚beide‘ bezieht er sich hier auf die Dyson-Sphäre sowie ein davor im Interview angesprochenes Thema] haben wirklich nichts mit Studien zu tun. Das waren beides im Wesentlichen nur kleine Scherze, und es ist amüsant, dass man natürlich nur für die Dinge berühmt wird, die nicht ernst gemeint sind.“

## Eigenschaften
Der Stern innerhalb einer Dyson-Sphäre wäre nicht zwingend sichtbar, jedoch würde diese selbst eine dem Energieausstoß des Sterns entsprechende Energiemenge in Form von Infrarotstrahlung emittieren. Dyson schlug vor, dass Astronomen nach solchen anormalen „Sternen“ suchen, um hochentwickelte außerirdische Kulturen zu entdecken.
Die symmetrische Konstruktion um das Zentralgestirn herum soll einen antriebslosen Betrieb der Dyson-Sphäre ermöglichen, sodass lediglich Kurskorrekturen notwendig wären.

## Adaptionen
In der US-Fernsehserie Raumschiff Enterprise – Das nächste Jahrhundert ist in der 130. Episode Besuch von der alten Enterprise die Begegnung der Raumschiffbesatzung mit einer Dyson-Sphäre Gegenstand der Handlung.
Auch in der Romanserie Commonwealth-Saga des Autors Peter F. Hamilton geht es in dem Roman Pandora’s Star um eine Dyson-Sphäre.